# La Fouly
Ne doit pas être confondu avec Fouly.
 (février 2023).
Si vous disposez d'ouvrages ou d'articles de référence ou si vous connaissez des sites web de qualité traitant du thème abordé ici, merci de compléter l'article en donnant les références utiles à sa vérifiabilité et en les liant à la section « Notes et références ».
La Fouly est une petite station de sports d'hiver, située à 13 km au sud-est de la commune d'Orsières, dans le val Ferret, dans le sud du Valais, en Suisse.

## Géographie
Ce village du val Ferret est situé à 1 600 mètres d'altitude, aux pieds du mont Dolent (3 820 mètres) et du Tour Noir (3 826 mètres), deux sommets du massif du Mont-Blanc. Il est sis sur la commune d'Orsières.

## Histoire
La Fouly était un mayen de la commune d'Orsières. Comme tout pâturage de moyenne altitude, il était une étape de la transhumance estivale vers les alpages du val Ferret.
Des chalets en pierre ont été construits pour le séjour des bergers et le foin était entreposé dans des granges. Aujourd'hui, une seule étable est encore utilisée pour le bétail.
L'essor de la Fouly comme station touristique commença en 1925 avec la construction du Grand Hôtel. Les chalets individuels étaient peu nombreux jusqu'en 1960.
Lors de fortes chutes de neige des avalanches descendent du Tour Noir ou du Dolent jusque sur le plateau de l'A-Neuve. En 1999 une avalanche a emporté six chalets inhabités. 
En été, il arrive que de violents orages grossissent des torrents qui emportent des ponts et occasionnent des dégâts. On peut mentionner les crues de 1947, 1970 et 1987.
160 km de chemins de randonnée ont été aménagés dans les alentours de la station.

## Domaine skiable
Cette section ne s'appuie pas, ou pas assez, sur des sources secondaires ou tertiaires indépendantes du sujet.

Pour l'améliorer, ajoutez-en, ou placez des modèles {{Source secondaire souhaitée}} ou {{Source secondaire nécessaire}} sur les passages mal sourcés. (février 2023)
La Fouly offre un domaine desservi par un télésiège 2-places fixe principal, construit en 1994, qui rejoint le cœur du domaine à 1997 mètres d'altitude. De là part le téléski sommital (arbalètes), qui culmine à l'Arpalle. Sa rénovation a été effectuée en 2016. Les pistes sont dans l'ensemble d'un niveau de difficulté relativement élevé. En dehors des trois itinéraires à ski - non damés, de nombreuses possibilités de ski freeride sont également offertes, notamment sur le versant rejoignant le lieu-dit Le Clou (le retour en station se fait alors le long de la route enneigée, ce qui impose de pousser sur les bâtons). Une piste bleue - de fait une route enneigée - permet le retour en station depuis le sommet du télésiège. Une piste pour débutants relativement fréquentée est aménagée directement dans la station. Le niveau d'enneigement naturel permet à la station d'être l'une des premières de la région à ouvrir en début de saison.
Tous les mercredis et samedis soir, il est possible de pratiquer le ski nocturne sur la piste de la Petite Combe.
La station propose, avec le PASS Saint-bernard une offre forfaitaire commune avec les stations voisines de Champex-Lac et de Vichères-Liddes qui comprend également de nombreuses activités et les transports publics au départ d'Orsières.

## Événements
Au début du mois de juillet, le Trail Verbier Saint-Bernard passe par La Fouly, de même que l'Ultra-Trail du Mont-Blanc à la fin du mois d'août.

## Personnalités
- Michel Darbellay (1934-2014), guide.
- Jean Troillet (1948-), guide.
- Jules-Henri Gabioud (1987), traileur[2]
- Daniel Yule (1993-), skieur.

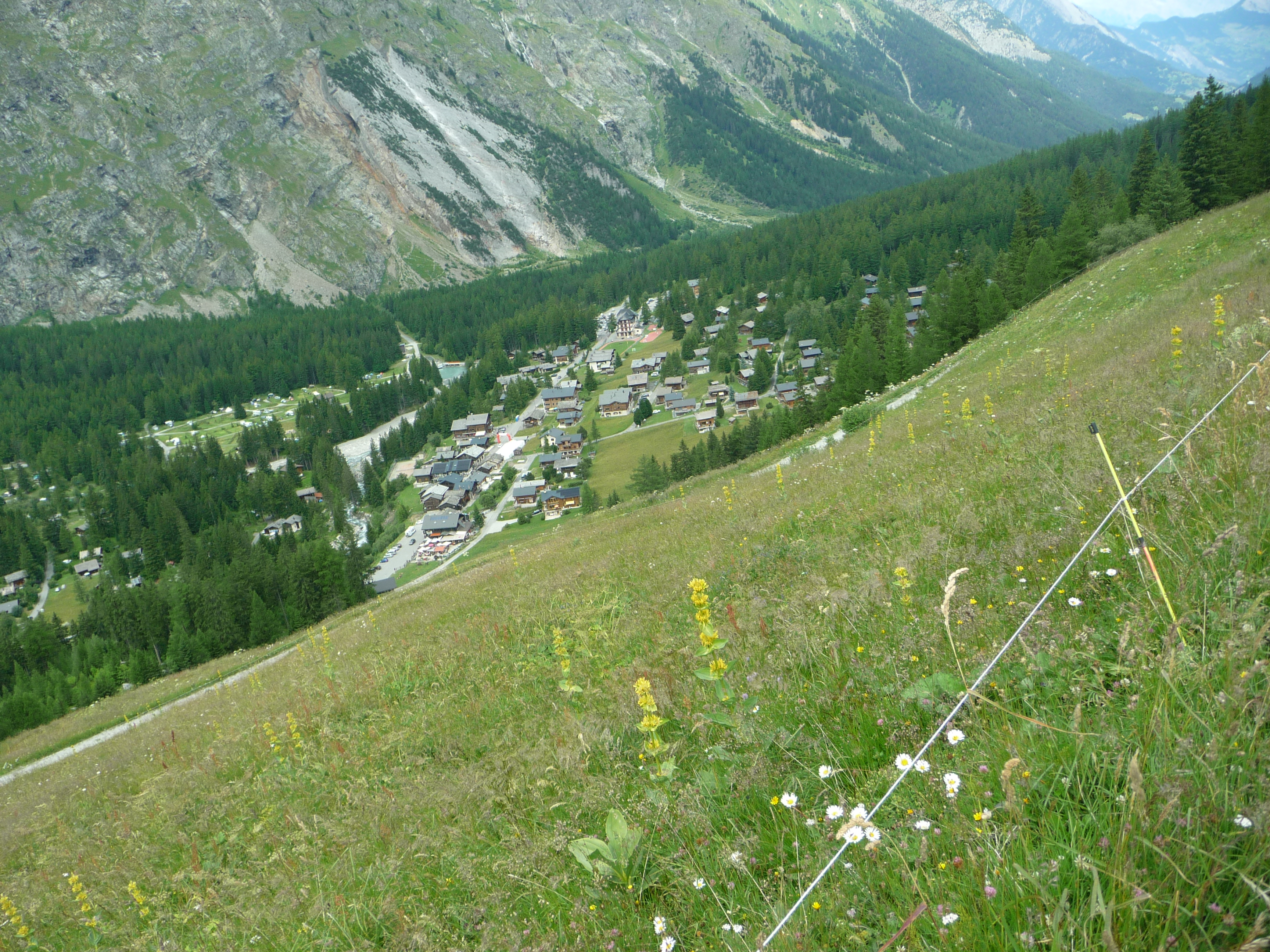
Vue générale de la Fouly.
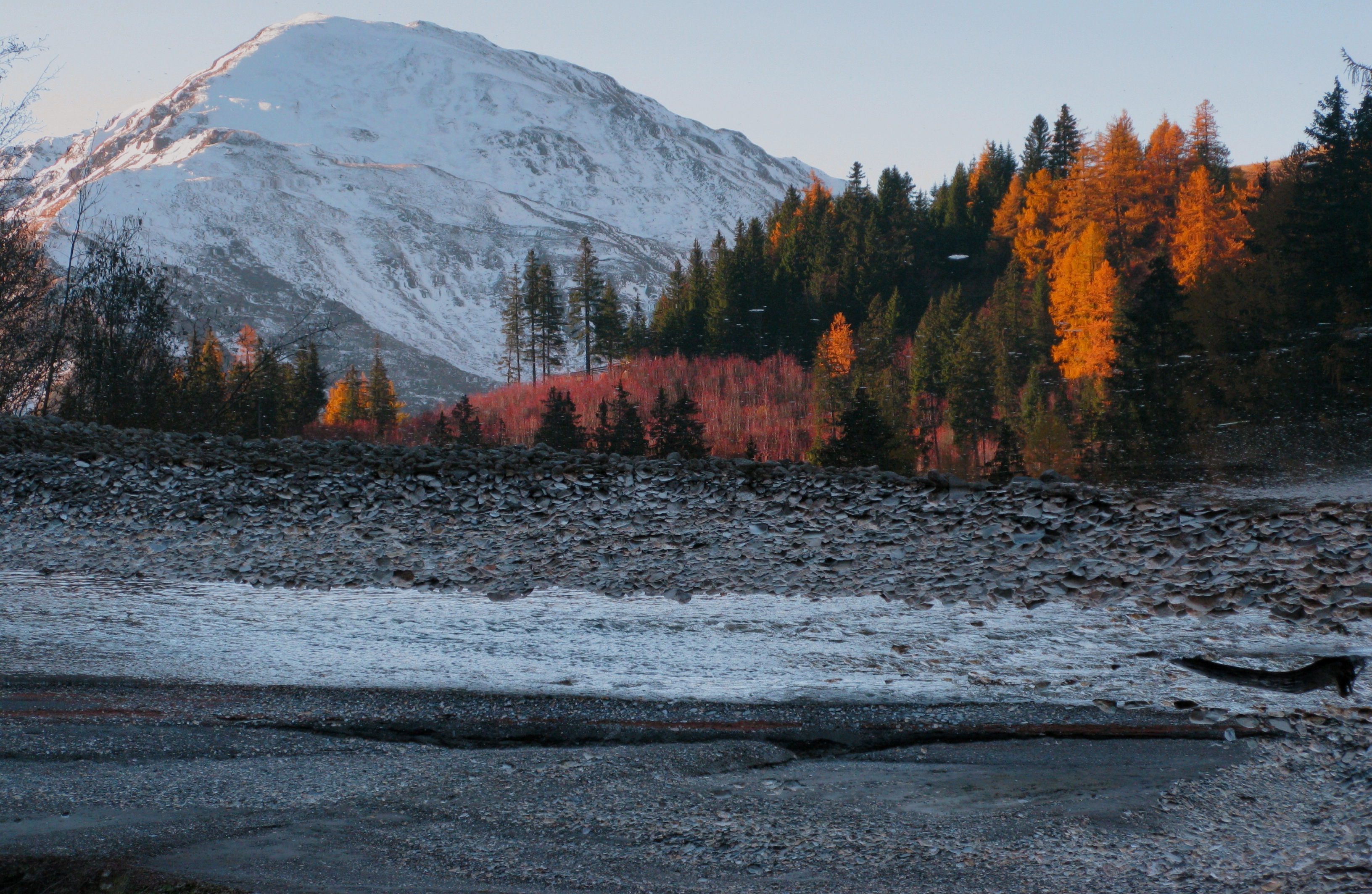
La Dranse à la Fouly avec reflets automnaux.